# Cratichneumon broweri
Cratichneumon broweri är en stekelart som beskrevs av Heinrich 1971. Cratichneumon broweri ingår i släktet Cratichneumon och familjen brokparasitsteklar. Inga underarter finns listade i Catalogue of Life.